# 서귀포소방서
서귀포소방서(西歸浦消防署, Seogwipo Fire station)는 제주특별자치도 서귀포시의 시내동 권역을 관할하는 제주특별자치도 소방안전본부 산하의 소방서이다.
소방서장은 소방정으로 보한다.

## 연혁
- 1980년 8월 8일: 서귀포소방서 개서
- 2003년 6월 30일: 제주서부소방서 분리
- 2008년 9월 1일: 제주동부소방서 분리

## 조직
| - 소방행정과 - 소방행정팀 - 예산장비팀 | - 현장대응과 - 예방지도팀 - 구조구급팀 - 대응총괄팀 - 현장지휘팀 |

## 관할센터 및 관할구역
서귀포소방서는 4개의 119안전센터와 1개의 구조대를 산하에 두고 있다.
| 명칭                   | 사진 | 주소          | 관할구역                                            | 지역대 |
| ---------------------- | ---- | ------------- | --------------------------------------------------- | ------ |
| 동홍119안전센터        |      | 서홍로17      | 정방동, 중앙동, 천지동, 동홍동, 서홍동, 송산동 일부 |        |
| 중문119안전센터        |      | 일주서로669   | 중문동, 예래동                                      |        |
| 대신119안전센터        |      | 서호남로20    | 대륜동, 대천동                                      |        |
| 효돈119안전센터        |      | 일주동로 8234 | 효돈동, 영천동, 송산동 일부                         |        |
| 서귀포소방서 119구조대 |      | 서호남로20    | 제주특별자치도 서귀포시 일부                        |        |

## 사건사고
- 2000년 2월 13일[4]에 섶섬에서 발생한 화재를 진압하다 소방관 1명이 순직하였다.[5]
- 2014년 7월 13일에 발생한 화재를 진압하던 중 소방관 1명이 순직하였다.[6]

## 같이 보기
- 대한민국 소방청
- 대한민국의 소방
- 소방관 계급